# بويطية (الرقة)
بويطية قرية سورية تتبع ناحية الكرامة في منطقة مركز الرقة في محافظة الرقة. بلغ عدد سكانها 1100 نسمة في عام 2004 حسب إحصاء المكتب المركزي للإحصاء.